# Robert Andrzejuk
Robert Sebastian Andrzejuk (Wrocław, 1975. július 17. –) Európa-bajnok, olimpiai ezüstérmes lengyel párbajtőrvívó, felesége Danuta Dmowska-Andrzejuk világbajnok párbajtőrvívónő.